# Birgitta Bergmark
Birgitta Bergmark, under en tid Haglund, ogift Eriksson, född 1 november 1934 i Jönköpings Sofia församling i Jönköpings län, död 16 januari 1999 i Sankt Görans församling i Stockholm, var en svensk TV-producent och författare.
Birgitta Bergmark var dotter till generaldirektören Torsten Eriksson och riksdagsledamoten Nancy Eriksson, ogift Bengtsson. Hon avlade gymnastikdirektörsexamen 1955, blev filosofie kandidat vid Stockholms högskola 1959 och filosofie licentiat vid Stockholms universitet 1963. Hon var lärare vid Stockholms högskola 1959–1961 och kom till Sveriges Television 1961. Där arbetade hon vid kulturredaktionen och samhällsredaktionen innan hon 1969 började på TV2 fakta, avancerade till biträdande redaktionschef 1985 och var redaktionschef vid aktualitetsavdelningen på Kanal 1 från 1987.
Hon var representant för Sveriges Radios SIF-klubb på kongresserna 1970, 1974, 1976 och 1978. 
Hon var författare till Italien krisernas år (1969), Det svarta spåret, den italienska nyfascismen (1972) och Nancy, Nancy Eriksson minns (1985).
Hon var 1956–1960 gift med TV-producenten Fritiof Haglund (1928–2021), son till missionären David Haglund och Jenny Lindkvist. Under tiden 1960–1978 var hon gift med konstnären Torsten Bergmark (1920–1996), son till köpmannen E Bergmark och Helga Håkansson. Sista gången gifte hon sig 1979 med förbundssekreteraren Alec Carlberg (född 1945), son till civilekonomen Lennart Casten Carlberg och Mercia Buchanan-Bain.
Birgitta Bergmark är begravd på Norra begravningsplatsen utanför Stockholm.